# Inonotus patouillardii
Inonotus patouillardii är en svampart som först beskrevs av Rick, och fick sitt nu gällande namn av Imazeki 1943. Inonotus patouillardii ingår i släktet Inonotus och familjen Hymenochaetaceae.   Inga underarter finns listade i Catalogue of Life.